# VitraHaus

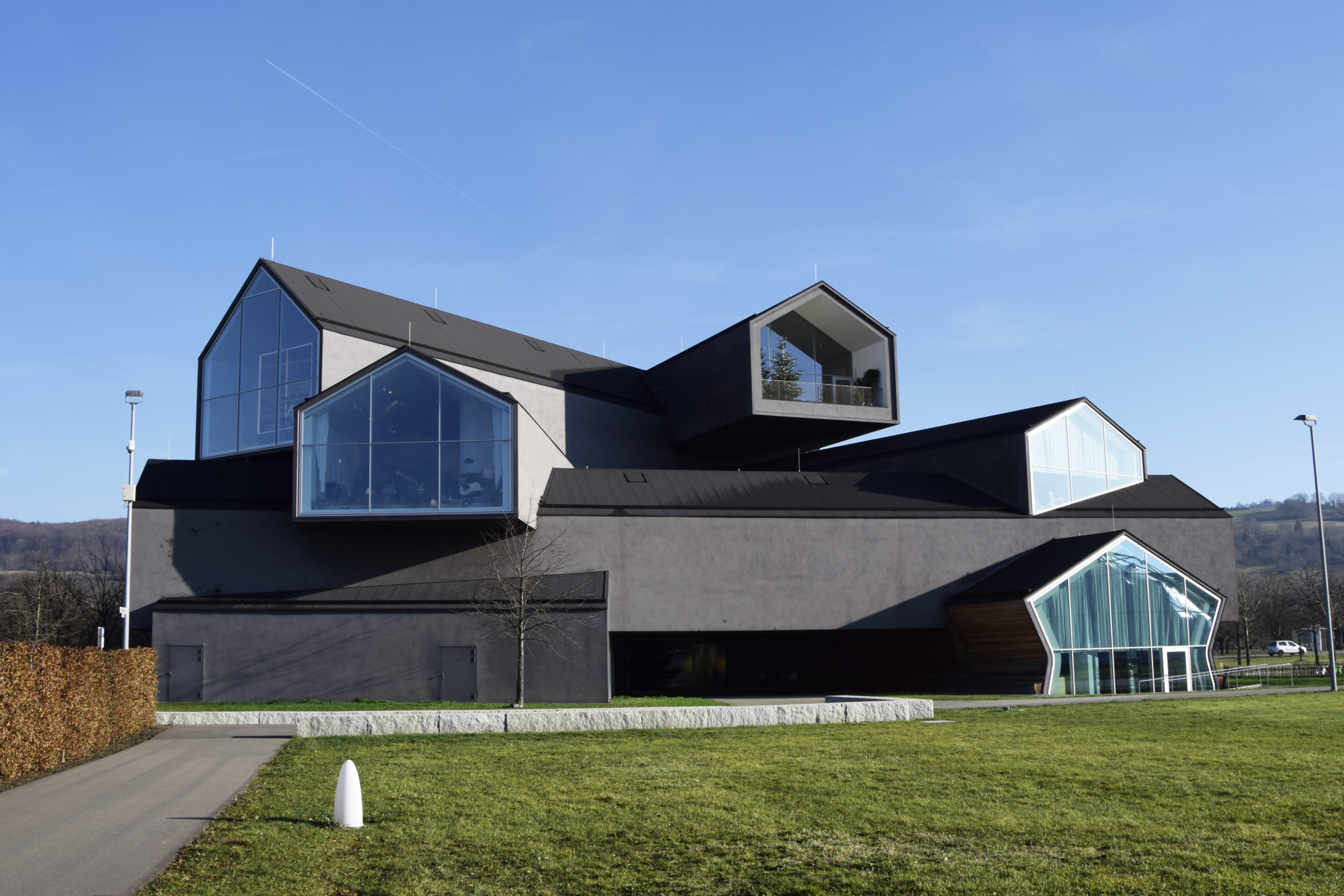
VitraHaus

VitraHaus è un edificio situato nel Vitra Campus a Weil am Rhein in Germania progettato da Herzog & de Meuron tra il 2006-2009 e realizzato dal 2007 al 2009, utilizzato come galleria espositiva dall'azienda Vitra.
Architettura dell'edificio si caratterizza per la presenza di vari forme geometriche distinte che sovrapposte formano i 5 piani dell'edificio.

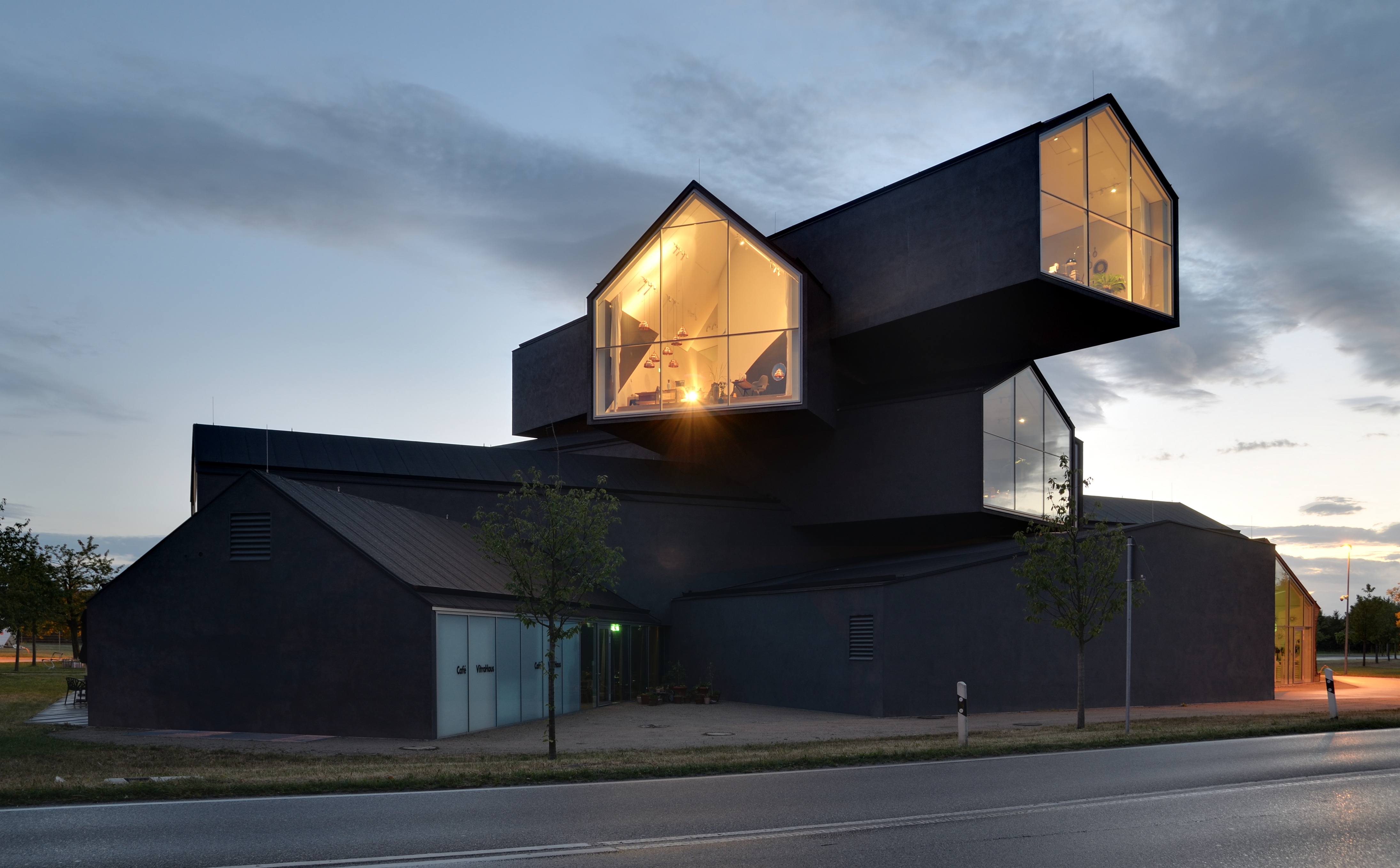
Vista al tramonto